# Енергетик (Новоорський район)
Енерге́тик (рос. Энергетик) — селище у складі Новорського району Оренбурзької області, Росія.

## Населення
Населення — 7907 осіб (2010; 9187 у 2002).
Національний склад (станом на 2002 рік):
- росіяни — 85 %